# Liste de prénoms thaïlandais
Cette page contient des caractères thaïs. En cas de problème, consultez Aide:Unicode ou testez votre navigateur.
 (mars 2011).
Si vous disposez d'ouvrages ou d'articles de référence ou si vous connaissez des sites web de qualité traitant du thème abordé ici, merci de compléter l'article en donnant les références utiles à sa vérifiabilité et en les liant à la section « Notes et références ».
 (mars 2011).
Cet article présente une liste de prénoms thaïlandais populaires.
- Haut – A
- B
- C
- D
- E
- F
- G
- H
- I
- J
- K
- L
- M
- N
- O
- P
- Q
- R
- S
- T
- U
- V
- W
- X
- Y
- Z

## Prénoms

### A
- Absorne
- Abpie
- Asawadhep
- Anan, Annan ou Annand
- Anongwan
- Ammara
- Assawanon
- Annita
- Apasiri
- Aranya
- Araya
- Akkaraseranee
- Adirek
- Adul
- Akara
- Amarttayakul
- Alif
- Adung
- Akkarat
- Alak
- Amnuay
- Ananda
- Anchali
- Anuia
- Anuman
- Anurak
- Apatsara
- Apichart
- Apsara
- Areva
- Arawat
- Amornrit
- Amphol
- Ampon / Amporn
- Amrin
- Ananda
- Anela
- Atsadawut
- Ausanat

### B
- Badinton
- Baharn
- Banharn
- Bongkot
- Boonyasak
- Bunnag
- Boriwat
- Bunluerit
- Benedicte
- Bhirombhakdi
- Ban / Bahn
- Banjit
- Banyat
- Bapit
- Baroma
- Benjakalyani
- Bhakdi
- Bhichai
- Bhumipol
- Boon
- Boonchu
- Boonma
- Boontung
- Brosong
- Buangam
- Budin
- Budsaba
- Bunbongkarn
- Burimas
- Burut
- Busaba
- Busaya
- Butri

### C
- Charnchai
- Chaichalermpol
- Champagne
- Chermarn
- Chintara
- Chakkraphan
- Chakrit
- Chaibancha
- Chaleumpol
- Chatchai / Chartchai
- Chucheep
- Chatthapong
- Chumchongyuth
- Chumphorn
- Choosak
- Chern-Yim
- Chitmanee
- Chittaphon
- Chatree
- Chanthavut
- Chananporn
- Chalit
- Chasombat
- Chuthamas
- Chaichuea
- Chaiyadej
- Chalayanacupt
- Chaowarat
- Charoenpura
- Cantana
- Catchada
- Cha
- Chai
- Chairat
- Chaiyanuchit
- Chaiyo
- Chakrabandhu
- Chalerm
- Chalermchai
- Chalermwan
- Chalong
- Chanachai
- Chandra
- Changsai
- Chanhira
- Chanthara
- Chanya
- Chao
- Chaovalit
- Chaowas
- Charanya
- Chariya
- Charnchai
- Charoen
- Charoenrasamee
- Charoensom
- Charong
- Charunee
- Chatchalerm
- Chatchom
- Chatichai
- Chatmanee
- Chatri
- Chatrsuda
- Chatumas
- Chaturon
- Chaveevan
- Chawiwan
- Chintana
- Chirawan
- Choi
- Chomechai
- Chomesri
- Chompoo

### D
- Daeng
- Damni
- Darin
- Daw
- Deng
- Dentharonee
- Dhipyamongko
- Dhipyamongkol
- Disnadda
- Ditaka
- Dithakar
- Dok
- Duan
- Duang
- Duangnet
- Duangporn
- Duangrat
- Duchanee
- Durudee
- Dokdin
- Dulyarat

### E
- Eamsuk
- Ekapun
- Emjaroen
- Erawan
- Earth

### F
- Fufanwonich
- Fha

### G
- Gomarachun
- Gee

### H
- Hathaipat
- Hainad
- Hansa
- Hanuman
- Hiranyasap
- Hongsuwan

### I
- Intachak
- Intira
- Intradit
- Ittiporn

### J
- Janie
- Janeen
- Jaran
- Jaroenpura
- Jarujinda
- Jarunee จารุณี
- Jesdaporn
- Janjira
- Janchome
- Jintara
- Jitnukul
- Jindachote
- Joni
- Jarunsuk
- Jatukamramthep
- Jayavarman
- Jessupha
- Jettrin
- Jintana
- Jirasak
- Jongchit
- Jutharat
- Jiratchaya

### K
- Kaeo
- Kai
- Kamala
- Kamchana
- Kamnan
- Kamsing
- Kanchana
- Kanda
- Kanita
- Kannika
- Kanok
- Kantapong
- Kanya
- Kanyamarin
- Karmatha
- Kasem
- Kasemchai
- Kasemsan
- Kathaleeya
- Katreeya
- Kavi
- Keatanakon
- Keetau
- Kemglad
- Kesarin
- Ketakinta
- Khae
- Khakanang
- Kham-uan
- Khiew
- Khun
- Khunpol
- Khunsoek
- Khunying
- Kiatbusaba
- Kiet
- Kiettisuk
- Kiewcha-um
- Kimnai
- Kingpayome
- Kiradej
- Kit
- Kitsuwon
- Kitti
- Kittibun
- Kittichat / Kittichai
- Kittikchorn
- Kittikorn
- Kittisara
- Klip
- Klunmalee
- Kob
- Kohsoom
- Komalat
- Komolchanok
- Kongbej
- Kongsampong
- Kongying
- Korrakoj
- Kowit
- Kraibutr
- Krijak
- Krissada
- Krissadee
- Krittiga
- Kultilda
- Kunteera
- Kwaanfah
- Kwanjai

### L
- Ladda
- Lalana
- Lalita
- Lawanprasert
- Lampoon
- Laopoonpittaya
- Luengsuntorn
- Lamai
- Lamom
- Lamon
- Lap
- Lawan
- Leekpai
- Leekpie
- Lek
- Loesan
- Luk
- Lukden

### M
- Ma
- Maylee
- Mai
- Maneerat
- Marsha
- Methinee
- Manop
- Manityakul
- Mitree
- Monyakul
- Metanee
- Muangcharoen
- Maha
- Mahidol
- Mali / Malee
- Malian
- Malivalaya
- Maliwan
- Manee
- Mani
- Manitho
- Maniwan
- Manya
- Maprang
- Mayuree
- Mee 咪
- Mekhala
- Mekhalaa
- Mekhla
- Mengrai
- Metananda
- Mok
- Mokkhavesa
- Molthisok
- Mongkut
- Morakot
- Monthani
- Monyakul
- Muoi

Manoew

### N
- Naiyana นัยนา
- Nakprasitte
- Namwong
- Nat
- Natvara
- Napakpapha
- Narawan
- Nitiporn
- Nisitar
- Niwat
- Ngamdee
- Ngamsan
- Ngamwongwarn
- Nonglux
- Noppon
- Note
- Norajan
- Nadee
- Nai
- Nak
- Nang
- Narai
- Naresuan
- Naris
- Narisa
- Naruemon
- Nataya
- Nattaporn
- Net
- Ngam
- Ngor
- Nikom
- Nikon
- Nim
- Nimnuan
- Nintau
- Nipaporn
- Niphon
- Nirund
- Nissa
- Nit
- Nittaya
- Niwat
- Niyom
- Noi
- Noklek
- Nongchai
- Nongkhai
- Nontawat
- Noom
- Noppadon
- Norachai
- Nukarn
- Nuntida

### O
- Obb
- Ongartittichai
- Orapan
- Ornanong
- Ornnapa
- Osathanond
- Othong

### P
- Patcharin
- Panyopas
- Padungvithee
- Potjaman
- Prachai
- Pongsong
- Pooh
- Pavel
- Phimpru
- Parinya
- Patcharapa
- Patharawarin
- Petchara
- Phimonrat
- Plengpanich
- Pantanaunkul
- Petchjaroen
- Pholdee
- Phisarayabud
- Pimpan
- Pitchanart
- Piyada
- Piyamas
- Piyapas
- Ploy
- Porntip
- Papanai
- Patiparn
- Pataweekarn
- Patiparn
- Petchtai
- Pijaya
- Pisut
- Praesangeam
- Pitisak
- Pongsak
- Pongsuwan
- Pongpat
- Prinya
- Putthipong
- Praew
- Pratyabamrung
- Promsiri
- Pongwilai
- Po-ngam
- Panjamawat
- Pongtunyaviriya
- Piriyanasorn
- Phasana
- Puthikampol
- Phaichit
- Pakdeedumrongrit
- Plengpanich
- Pukkavesh
- Padungsri
- Pairat
- Pairote
- Paitoon
- Pakhdi
- Pakpao
- Palat
- Pan
- Panyarachun
- Papao
- Paradorn
- Paramendr
- Parnchand
- Patsaporn
- Pattama
- Pet
- Petch
- Petchara
- Petchra
- Phaibun
- Phailin
- Phaithoon
- Phak
- Phan
- Phara
- Phi
- Phim
- Phinihan
- Phisan
- Phongsak
- Phraisong
- Phrom
- Phya
- Piam
- Pichai
- Pichitra
- Pim
- Pitsamai
- Porntip
- Pradtana
- Prahong
- Praitun
- Pranee
- Prang
- Praphat
- Premwadee
- Prevanutch
- Premchanok
- Promporn
- Pumwaree
- Puwanai
- Phram
- Pat

### Q
- Quang

### R
- Ramit
- Rachotai
- Rak
- Raiwin
- Rattana
- Rattanawong
- Ratanatanasin
- Romon
- Ruangvuth
- Ramkamhaeng
- Ramphoei
- Rangsan
- Ratanankorn
- Ratsami
- Rochana
- Rosjan
- Rutana

### S
- Samorn
- Sunti
- Sakdikul
- Samak
- Samart
- Samien
- Sanya / Sanyaa
- Sathida
- Savika
- Sinitta
- Sinjai
- Siraphan
- Siriam
- Siriyakorn
- Suengsooda
- Suvanant
- Shaowanasai
- Sriphung
- Silpachai
- Sattabusya
- Somchai
- Somsak
- Somkiat
- Sondhi
- Sonthi
- Suchinda
- Sriwak
- Sukapat
- Sukapatana
- Suksawat (สุขสวัสดิ์ )
- Sorayut
- Siriboon
- Siraperada
- Srichaphan
- Suvanant
- Suttabongoch
- Saharat
- Sangkapreecha
- Saksit
- Santisuk
- Sarunyu
- Sayan
- Sombat
- Somlek
- Somluck
- Sompop
- Sonthaya
- Sorapong
- Sornram
- Sornsutha
- Suchao
- Sukrit
- Suwanmethanon
- Supakorn
- Suthep
- Suthipong
- Suwinit
- Suwanhom
- Sakakorn
- Sangigern
- Sheewanun ชีวานันท
- Sulawan
- Saeng
- Sajja
- Sakchai
- Sampan
- Samyan
- Sanan
- Sangrawee
- Sangwan
- Sanouk
- Santichai
- Sanun
- Saowapa
- Sap
- Sarai
- Sarakit
- Sarawong
- Sarawut
- Sarit
- Sataheep
- Satrud
- Savit
- Savitree
- Sawai
- Sawat
- Seni
- Seri
- Si
- Siam
- Siddhi
- Simla
- Sinee
- Singnum
- Sinn
- Sirikit
- Sirindhorn
- Sirirat
- Snoh
- Solada
- Somawadi
- Son
- Songsuda
- Sopa
- Srinak
- Srisuriyothai
- Sua
- Suchada
- Suchin
- Sugunya
- Surisa

### T
- Toy
- Tyson
- Tamarin / Tamarine / Tamarind
- Taranya
- Tasanawalai
- Tak
- Talap
- Tam
- Tarrin
- Tasanee
- Tau
- Tep
- Tham
- Thammaraja
- Thanarat
- Thanit
- Thanom
- Thao
- Thawanya
- Thawi
- Thiang
- Thirdpong
- Thitipan
- Thongchai
- Thongkon
- Thurdchai
- Ti
- Tida
- Tidarat
- Tiloka
- Ting
- Tinsulaananda
- Tinsulanonda
- Tookta
- Tppiwan
- Tui
- Tuk
- Tukata
- Tulaya
- Tum
- Tuptim
- Tata
- Taya
- Thongwiseth
- Thaksin
- Thaksincha
- Thanom / Thanon
- Tikumpornteerawong
- Trairat
- Thepphithak
- Tangtong
- Tanit
- Toon
- Titinun
- Tawan
- Tadpitakkul
- Theerayut
- Theeranai
- Thepparit
- Thongchai
- Teppitak
- Techaratanaprasert
- Thongprasom
- Tienphosuwan
- Timkul
- Traisurat
- Techno

### U
- Ubol
- Ubolratana
- Udom
- Um
- Umphan
- Umporn
- Umarin
- Umsin
- Unakan
- Ung
- Uthai
- Utumporn

### V
- Viyada
- Vachajitpan
- Viboontanasarn
- Vajiralongkorn
- Vajiravudh
- Varunvirya
- Vessandan
- Vichit
- Vidura
- Vipada
- Vit
- Vitaya
- Vithoon
- Vuthisit

### W
- Wanni
- Wannasa
- Wanpen
- Wayo
- Woranut
- Wongsawan
- Wattanakul
- Wachirabunjong
- Wongkamlao
- Wichai
- Winai
- Wisetkaew
- Winyoo
- Wilson
- Wongkrajang
- Worarat
- Wattanajinda
- Wattanapanich
- Wasan
- Wasana
- Wasi
- Wattana
- Winai
- Wipa
- Wiset
- Wismita
- Witsanunat
- Wittaya
- Wongsa
- Worrawut
- Wattaleela
- Warinthorn

### X
- Xuwicha

### Y
- Yamnam
- Yaowananon
- Yada
- Yai
- Yaowalak / Yaowarak
- Yen
- Yenprasert
- Yhukon
- Yindee
- Ying
- Yod
- Yodman
- Yongchaiyudh / Yongchaiyuth
- Yodkamol
- Yongyuth
- Yubamrung